# 中东镇 (金塔县)
中东镇，是中华人民共和国甘肃省酒泉市金塔县下辖的一个乡镇级行政单位。

## 行政区划
中东镇下辖以下地区：
上三分村、官营沟村、上四分村、三湾沟村、营田地村、团结村、中午村、下四分村、梧桐坝村和王子庄村。